# József Kovács (ostacolista)
József Kovács (Budapest, 14 marzo 1911 – Budapest, 18 agosto 1990) è stato un ostacolista e velocista ungherese, campione europeo dei 110 metri ostacoli a Torino nel 1934.

## Palmarès
| Anno | Manifestazione  | Sede    | Evento      | Risultato  | Prestazione | Note |
| ---- | --------------- | ------- | ----------- | ---------- | ----------- | ---- |
| 1934 | Europei         | Torino  | 200 m piani | 4º         | 21"7        |      |
| 1934 | Europei         | Torino  | 110 m hs    | Oro        | 14"8        |      |
| 1934 | Europei         | Torino  | 4×100 m     | Argento    | 41"4        |      |
| 1936 | Giochi olimpici | Berlino | 400 m hs    | Semifinale | 54"0        |      |
| 1936 | Giochi olimpici | Berlino | 4×100 m     | Batteria   | 42"0        |      |
| 1936 | Giochi olimpici | Berlino | 4×400 m     | 6º         | 3'14"8      |      |
| 1938 | Europei         | Parigi  | 400 m hs    | Argento    | 53"3        |      |